# Jerome Kersey
Jerome Kersey (ur. 26 czerwca 1962 w Clarksville, zm. 18 lutego 2015 w Tualatin) – amerykański koszykarz, występujący na pozycji skrzydłowego, mistrz NBA z 1999 roku, trener koszykarski.

## Osiągnięcia
College
- Zawodnik Roku NCAA Division II (1984)[2]
- 2-krotnie zaliczony do składu NCAA II All-American[3]
- Wybrany do:
  - Galerii Sław Sportu uczelni Longwood (listopad 2005)[2]
  - Galerii Sław Sportu stanu Wirginia (26.04.2008)[3]
- Lider NCAA D II w zbiórkach (1984 – 14,2)[3]
- Uczelnia zastrzegła należąca do niego numer 54[2]

NBA
- Mistrz NBA (1999)[1]
- 2-krotny finalista NBA (1990, 1992)[1]
- 4-krotny uczestnik konkursu wsadów (1986 – 5. miejsce, 1987 – 2. miejsce, 1988 – 5. miejsce, 1989 – 6. miejsce)[4]

Inne
- Wybrany do Galerii Sław Sportu Portland (25.09.2008)[3]